# Marwe coarctata
Marwe coarctata is een hooiwagen uit de familie Sironidae.